# Verrières, Puy-de-Dôme
 Verrières  là một xã ở tỉnh Puy-de-Dôme trong vùng Auvergne-Rhône-Alpes miền trung nước Pháp.